# Cyperus lentiginosus
Cyperus lentiginosus är en halvgräsart som beskrevs av Charles Frederick Millspaugh och Mary Agnes Chase. Cyperus lentiginosus ingår i släktet papyrusar, och familjen halvgräs. Inga underarter finns listade i Catalogue of Life.